# Stedman (Carolina del Nord)
Stedman è un comune degli Stati Uniti d'America, situato in Carolina del Nord, nella contea di Cumberland.